# Thomas Speed
Thomas Speed (* 25. Oktober 1768 im Charlotte County, Colony of Virginia; † 20. Februar 1842 bei Bardstown, Kentucky) war ein US-amerikanischer Politiker. Zwischen 1817 und 1819 vertrat er den Bundesstaat Kentucky im US-Repräsentantenhaus.

## Werdegang
Thomas Speed wurde von seinem Vater unterrichtet. Im Jahr 1782 kam er in das Gebiet des späteren Staates Kentucky, wo er als Angestellter an einem Gericht arbeitete. Ab 1790 war er in Danville und Bardstown im Handel tätig. Danach arbeitete er für einige Jahre als Farmer im Nelson County, ehe er Gerichtsdiener am Bezirksgericht wurde. Während des Britisch-Amerikanischen Krieges von 1812 war Speed Major der Staatsmiliz von Kentucky. Politisch wurde er Mitglied der Demokratisch-Republikanischen Partei. Bei den Kongresswahlen des Jahres 1816 wurde er im zehnten Wahlbezirk von Kentucky in das US-Repräsentantenhaus in Washington, D.C. gewählt, wo er am 4. März 1817 die Nachfolge von  Benjamin Hardin antrat. Da er bei den Wahlen des Jahres 1818 gegen Hardin verlor, konnte Speed bis zum 3. März 1819 nur eine Legislaturperiode im Kongress absolvieren.
Nach seiner Zeit im US-Repräsentantenhaus arbeitete Speed wieder auf seiner Farm. Gleichzeitig begann er politische und historische Artikel zu verfassen und in der Zeitung „National Intelligencer“ in Washington zu veröffentlichen. Zwischen 1821 und 1822 saß er als Abgeordneter im Repräsentantenhaus von Kentucky. Im Jahr 1835 war er Gründungsmitglied der  Whig Party. Als deren Kandidat wurde er 1840 noch einmal in das Staatsparlament gewählt. Thomas Speed starb am 20. Februar 1842 auf seiner Farm nahe Bardstown. Sein Neffe James Speed (1812–1887) war zwischen 1864 und 1866 United States Attorney General.